# Paul Bley
Paul Bley (Mont-real, 10 de novembre de 1932 - 3 de gener de 2016) va ser un pianista i compositor quebequès de jazz, conegut sobretot pels seus treballs dins del camp del free jazz.

## Historial
Amb onze anys obté la seva llicenciatura de piano en el McGill Conservatory i immediatament, passa a dirigir l'orquestra del seu liceu, i a tocar regularment amb el seu propi quartet en clubs de la ciutat. En 1949 substitueix a Oscar Peterson en diversos locals, després marxa als Estats Units. En 1950 es trasllada a Nova York i estudia en la Juilliard School.
En 1953, grava el seu primer disc, acompanyat per Charles Mingus i Art Blakey. Es trasllada després a Califòrnia, on toca amb Chet Baker. Després forma un trio al costat de Billy Higgins i Charlie Haden, amb el qual tocarà amb Ornette Coleman, el bateria Al Levitt i Don Cherry (1958) i amb Scott LaFaro (1959). Ja en la dècada de 1960, tocarà en els grups de Mingus, Eric Dolphy, George Russell i Bill Evans, i formant trios avantguardistes amb Steve Swallow i Jimmy Giuffre (1962), i amb Gary Peacock i Don Ellis (1963).
Col·labora amb la Jazz Composers Guild, juntament amb la seva esposa Carla Bley, separant-se d'ambdues en 1964, encara que participa en el manisfiesto del free jazz que es plasma en la "revolució d'octubre de 1964", juntament amb Cecil Taylor i Archie Shepp. A partir de 1968 comença a interessar-se pels teclats electrònics i els sintetitzadors, treballant al costat de la cantant Annette Peacock, encara que des de mitjan dècada de 1970 torna al piano acústica en format de sol. Ja en els anys 1980, torna a tocar en quartet, amb John Surman, Paul Motian i Bill Frisell.
En 1999 es publica la seva autobiografia, Stopping Time: Paul Bley and the Transformation of Jazz i, en 2003, l'obra Time Will Tell: Conversations with Paul Bley. Un any després, en 2004, es publica en italià el llibre Paul Bley: la lógica del caso. En 2008, és nomenat membre de l'Orde del Canadà.

## Estil
Per a molts autors, Bley pot considerar-se, al costat de Bill Evans, com l'"inventor" del trio de piano modern, desenvolupant una música amb tendència a desbordar el quadre harmònic, la qual cosa aporta als seus grups una lleugeresa i obertura de línies en la qual els seus propis solos són la quintaessencia.
Va començar tocant bop, per després incorporar-se amb decisió a l'evolució del free jazz i la música d'avantguarda, recalant finalment en formes avançades de post bop.

## Discografia com a líder
Primers segells
- 1953: Introducing Paul Bley (Debut)
- 1954: Paul Bley (EmArcy)
- 1963: Footloose!, Savoy
- 1964: Turns, Savoy, (reeditado en 1988 en Improvising Artists)
- 1964: Barrage (con Marshall Allen, Dewey Johnson, Eddie Gomez, Milford Graves), ESP
- 1965: Closer (con Barry Altschul, Steve Swallow), ESP
- 1965: Touching, Fontana
- 1965: Blood, Fontana
- 1966: In Harlem - Blood, Polydor
- 1966: Ramblin, BYG
- 1968: Mr. Joy, Limelight
- 1973: Scorpio (amb David Holland, Barry Altschul), Milestone

America
- 1971: The Fabulous Paul Bley Quintet (Gravació en directe en el Hillcrest Club, Los Angeles, 1958)
- 1972: Improvisie

Freedom Records
- 1970: Dual Unity (amb Annette Peacock, Han Bennink, Mario Pavone, Laurence Cook)[4]
- 1975: Copenhagen and Haarlem (Gravació en directe entre 1965 i 1966)

Improvising Artists (Segell propietat de Bley)
- 1974: Jaco
- 1975: Quiet Song (amb Jimmy Giuffre i Bill Connors)
- 1975: Alone, Again
- 1975: Turning Point (amb John Gilmore, Gary Peacock, Paul Motian), editat originalment en Savoy, en monoaural, al març de 1964
- 1976: Virtuosi
- 1977: Japan Suite
- 1977: Coleman Classics Vol. 1
- 1977: Axis
- 1978: IAI Festival (amb Giuffre / Konitz / Conners / Bley)

SteepleChase Records
- 1972: Solo Piano
- 1973: Paul Bley/NHØP (amb Niels-Henning Ørsted Pedersen)
- 1985: Questions
- 1985: My Standard
- 1986: Live & Live Again
- 1987: Indian Summer
- 1988: Solo Piano
- 1988: The Nearness of You
- 1989: Rejoicing
- 1989: Bebopbebopbebopbebop
- 1991: Plays Carla Bley
- 1992: Caravan Suite
- 1992: At Copenhagen Jazz House
- 1993: If We May
- 1994: Speachless
- 1995: Reality Check
- 1998: Notes on Ornette

ECM
- 1970: Paul Bley with Gary Peacock
- 1971: Ballads
- 1972: Open, to Love
- 1986: Fragments
- 1987: The Paul Bley Quartet
- 1991: In the Evenings Out There
- 1994: Time Will Tell (amb Evan Parker i Barre Phillips)
- 1999: Not Two, Not One (amb Gary Peacock i Paul Motian)
- 2000: Sankt Gerold (amb Evan Parker i Barre Phillips)
- 2007: Solo in Mondsee

Soul Note
- 1983: Tango Palace
- 1983: Sonor
- 1985: Hot (amb John Scofield)
- 1987: Notes (amb Paul Motian)
- 1988: Live at Sweet Basil (amb John Abercrombie)
- 1990: Memoirs (amb Charlie Haden i Paul Motian)
- 1992: Mindset (amb Gary Peacock)
- 1994: Chaos

Justin Time Records
- 1987: Solo
- 1991: A Musing (amb Jon Ballantyne)
- 1993: Sweet Time
- 1993: Double Time
- 1993: Know Time
- 1994: Outside In
- 1996: Touche (amb Kenny Wheeler)
- 2001: Basics
- 2004: Nothing to Declare
- 2008: About Time

Owl
- 1983: Tears, Owl
- 1990: Partners (amb Gary Peacock), Owl
- 1993: Homage to Carla, Owl

hatART
- 1992: Annette (amb Franz Koglmann, Gary Peacock), hatART

Postcards Records
- 1994: Synth Thesis
- 1994: What If (amb Bruce Ditmas com a líder, John Abercrombie, Sam Rivers, Dominic Richards)
- 1996: Music for the Millennium (amb Ralph Simon com a líder, Gary Peacock, Julian Priester)